# البطولات الفرنسية 1892 (كرة مضرب)
في دورة رولان غاروس الدولية سنة 1892 فاز في بطولة فردي الرجال اللاعب سشوبفر (J. Schopfer) من فرنسا.